# Nowa Wieś (Rudka)
Nowa Wieś – część wsi Rudka w Polsce, położona w województwie świętokrzyskim, w powiecie ostrowieckim, w gminie Kunów.
W latach 1975–1998 Nowa Wieś administracyjnie należała do województwa kieleckiego.